# 洛明查尔
洛明查尔，是西班牙卡斯蒂利亚-拉曼恰托莱多省的一个市镇。总面积22平方公里，总人口1227人（2001年），人口密度56人/平方公里。